# Дом Глуховского
Дом Глуховского — памятник архитектуры. Расположен в Санкт-Петербурге, современный адрес дома — набережная Адмирала Лазарева, 10 (Резная улица, 18).

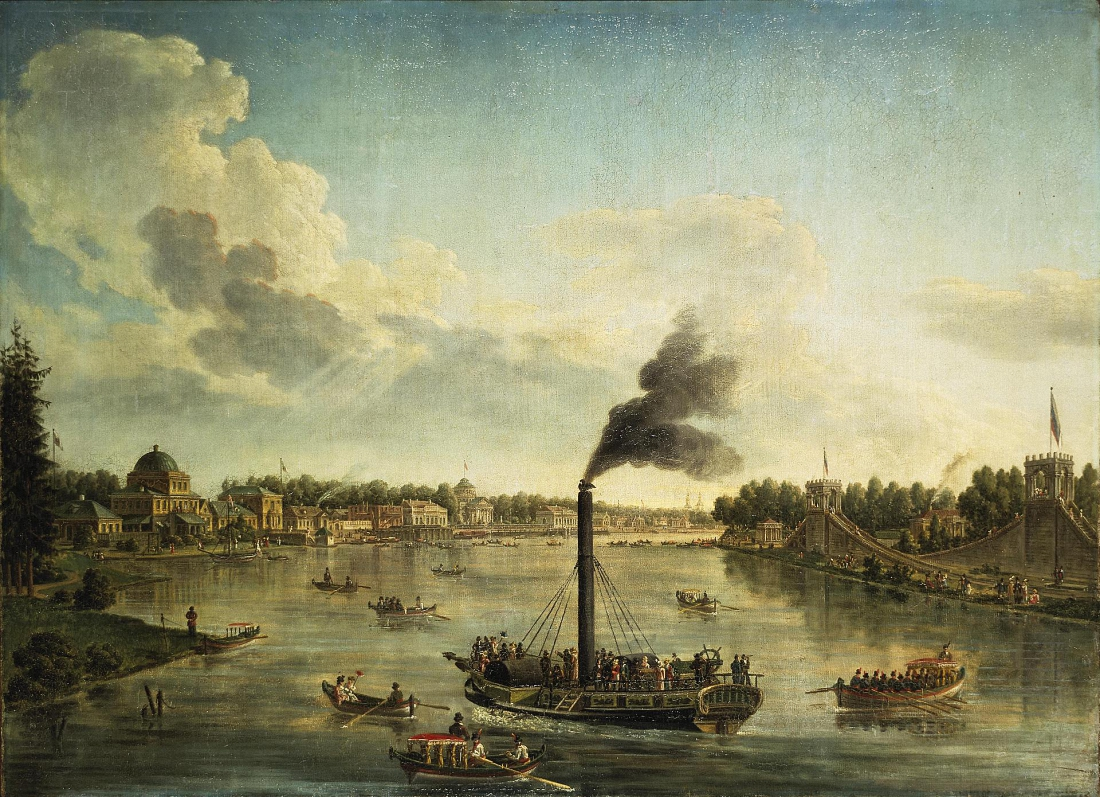
Тимофей Васильев, «Вид островов в Санкт-Петербурге»: на дальнем береге видно строящееся (красное) здание

Расположен на берегу Малой Невки, композиционно — «дом с мезонином». В кирпичном доме два этажа, здание прямоугольное в плане. Центральная часть выше на один этаж, подчёркнута портиком коринфского ордера на цоколе, с четырьмя колоннами, лепным фризом из гирлянд и шлемов и фронтоном. Внутри колоннады на уровне второго этажа и мезонина расположены террасы с балюстрадами. Построен в 1810 году на месте деревянного дома с садом, архитектор неизвестен.
На бельэтаже в помещениях с окнами на набережную (на 1970е годы) частично сохранилось декоративное убранство первой четверти XIX века — фризы и лепные карнизы с модульонами и розеттами.
Единственный сохранившийся в городе дом своего типа.
В XIX веке домом владели: консул Неаполя Ради, чиновник О. Е. Михайлов, купчиха Д. Е. Душина, поручик Евдокимов. С 1890-е годов участок и здание принадлежали генерал-лейтенанту А. И. Глуховскому, жившему на Невском пр., 1. В 1907 году он продал дом Обществу железопрокатного и проволочного завода; тогда же дом был перестроен, была добавлена каменная лестница, изменившая план здания. В особняке размещалось правление Общества, с 1910 года — Донецко-Юрьевское металлургическое общество.
До 1937 года в доме располагались коммунальные квартиры. Затем прошёл капитальный ремонт с заменой бо́льшей части перекрытий и перепланировкой внутренних помещений. С 1976 года дом использовался как учебная лаборатория ЛИТМО (Приборостроительный техникум). В 2006 году был проведён ремонт уличных фасадов, вид которых является объектом охраны. На 2011 год здание находилось в оперативном управлении Института проблем энергетики и экологии Академии наук, не использовалось (коммуникации в большинстве помещений были отключены). В 2012 году особняк перешёл в бессрочное пользование Алфёровского университета, через год был арендован ООО «Купер». В 2015 году началась перестройка здания под нужды ресторана, со стороны Резной улицы снесли остатки ограды вместе с опорой, к заднему фасаду сделали стеклянную пристройку, которая была названа незаконной. Правительство планирует продать здание.